# Лозанска конференция (1922 – 1923)
Лозанската конференция е международна конференция, открита на 20 ноември 1922 г. в швейцарския град Лозана, която има за цел да уреди близкоизточната криза след провала на гръцката интервенция срещу Турция през 1919–1922 г.
В работата ѝ участват делегации на Англия, Франция, Италия, Япония, Гърция, Румъния, Сърбо-хърватско-словенското кралство и Турция. САЩ изпращат само наблюдател. На конференцията са поканени още и Съветска Русия и България, но само при дебатиране на въпроси, отнасящи се до бъдещето на Проливите.
След прекъсване в началото на 1923 г., заседанията на конференцията са подновени на 9 април.
Конференцията завършва работата си към края на юли 1923 г. с подписването на Лозанския мирен договор между бившите съглашенски държави и техните съюзници и кемалистка Турция, с който се денонсира Севърският мирен договор от 1920 г.
След поражението на България в Първата световна война 1914-1918 г. по силата на Ньойския мирен договор Западна Тракия е отстъпена на Съглашението, като на България е признато само правото на икономически излаз на Егейско море (чл. 48). Конференцията в Сан Ремо от 22 април 1920 г. предава Западна Тракия на Гърция.
Решението на тази конференция е потвърдено и от Лозанската конференция 1922-1923 г. Междувременно, още след края на Първата световна война, отначало доброволно, а после и насилствено, българското население от тази област е прогонено в по-голямата си част и на негово място в областта се заселва предимно гръцко население, прогонено от кемалистите от Мала Азия.
Първоначално ръководител на българската делегация на Лозанската конференция е Александър Стамболийски, който се опитва да привлече вниманието на конференцията и към най-важните за страната ни въпроси. В началото на януари 1923 г. поради вътрешнополитически причини Александър Стамболийски напуска Лозанската конференция и се завръща в София, като ръководството на българската делегация се поема от Коста Тодоров — по онова време пълномощен министър в Белград. След държавния преврат на 9 юни 1923 г. новото правителство, възглавено от проф. Александър Цанков, снема доверието си от Коста Тодоров и го замества с Богдан Морфов, а от края на юни — с българския пълномощен министър в Лондон Димитър Станчов.